# 羅恩鎮區 (阿肯色州拉法葉縣)
羅恩鎮區（英語：Roane Township）是位於美國阿肯色州拉法葉縣的一個行政鎮區。

## 地方資料
羅恩鎮區的面積為433.07平方千米，當中陸地面積為420.41平方千米，而水域面積為0.66平方千米。根據2010年美國人口普查的數據，當地共有人口1498人，而人口密度為每平方千米3.46人。